# Шубіно (Кімрський район)
Шубіно (рос. Шубино) — присілок в Кімрському районі Тверської області Російської Федерації.
Населення становить 34 особи. Входить до складу муніципального утворення Печетовське сільське поселення.

## Історія
Від 2005 року входить до складу муніципального утворення Печетовське сільське поселення.

## Населення
| 1859 | 2002 | 2010 |
| ---- | ---- | ---- |
| 65   | ↘53  | ↘34  |